# SM4
SM4, früher SMS4 ist eine im chinesischen WLAN-Sicherheitsstandard WAPI verwendete Blockverschlüsselung mit einer Schlüssellänge und Blockgröße von 128 Bits.
Nachdem der Algorithmus anfänglich als geheim eingestuft war, wurde er im Jahr 2006 veröffentlicht.

## Verfahren
Dem 128-Bit Schlüssel wird zu 32 Rundenschlüsseln mit je 32 Bit expandiert. Die 128-Bit Eingabe wird in 4 Wörter zu 32 Bit aufgeteilt. Die Verschlüsselung erfolgt in 32 Runden, wobei in die Rundenfunktion in jeder Runde nur auf einem 32-Bit-Wort operiert. Vom Aufbau her handelt es sich bei SM4 um eine unbalancierte Feistelchiffre mit 32 Runden. Die Rundenfunktion besteht aus einer nichtlinearen Substitution, die auf einer 8-Bit-S-Box basiert, und einer linearen Substitution.

## Sicherheit
Bei der Kryptoanalyse von SMS4 fanden Forscher Sicherheitsprobleme in der Rundenfunktion.